# 과테말라 국가연대전국국민회의연합당
국가연대전국국민회의연합당(Partido Solidaridad Nacional)은 2003년 5월 9일을 기하여 과테말라의 중도보수주의 정당으로써 창당되었지만 결국 2005년 11월 16일을 기하여 과테말라 국민통합대연합과 흡수 연합 합당 및 해체를 선언한 정당이었다.